# Fenestulipora
Fenestulipora is een  monotypisch geslacht van mosdiertjes uit de familie van de Tubuliporidae en de orde Cyclostomatida. De wetenschappelijke naam ervan werd in 1997 voor het eerst geldig gepubliceerd door Taylor & Gordon.

## Soort
- Fenestulipora cassiformis (Harmer, 1915)